# Степанівський цукровий завод
Степанівський цукровий завод — підприємство цукрової промисловості розташоване в смт Вороновиця Вінницької області.

## Історія
Цукровий завод в селищі Вороновиця Брацлавського повіту Подільської губернії Російської імперії був побудований і почав роботу в 1866 році, пізніше до нього була прокладена вузькоколійна залізнична лінія.
На початку 1890х років завод мав 12 дифузорів і переробляв близько 100 тис. берковців буряка на рік.
Умови роботи на заводі були важкі і після початку в 1900 році економічної кризи вони ускладнилися (робочий день досягав 14-15 годин, діяла система штрафів, в заводському бараці одне спальне місце передбачалося на двох робочих).
Після початку першої революції в Російській імперії восени 1905 року робочі Степанівської цукрового заводу розпочали страйк, висунувши вимоги поліпшити умови праці і ввести восьмигодинний робочий день, а також почали поширення листівок. Страйкуючих робітників підтримали селяни, які приєдналися до них і батраки навколишніх економій.
У 1910 - 1914 роки завод виробляв близько 1,6 тис. тонн цукру на рік, але після початку першої світової війни його становище ускладнилося і обсяги виробництва скоротилися.

### 1918 - 1991
У січні 1918 року Вороновиці були захоплені радянськими військами, але незабаром селище було звільнене німецькими і українськими військами, а надалі воно опинилося в зоні бойових дій радянсько-української війни. У червні 1920 року Вороновицю зайняли частини РСЧА і почалася Радянська окупація. Тут був створений ревком, з восьми членів якого троє (Вдовиченко, П. Дзюбанчук і Ситник) були робітниками Степанівської цукрового заводу.
18 липня 1920 року розпочалося відновлення заводу і в 1923 році він був введений до експлуатації, пізніше при заводі була відкрита школа (прискорила ліквідацію неписьменності) і організована тракторна колона.
В ході індустріалізації СРСР в 1929 - 1930 рр. переробні потужності заводу були збільшені з 6898 центнерів до 8446 центнерів цукрових буряків на добу, в подальшому технології виробництва були покращені і собівартість виробництва знижена.
У 1935 році завод переробив 92,8 тис. тонн буряка і виробив близько 1,5 тис. тонн цукру.
У 1940 році завод виробив 7,4 тис. тонн цукру.
В ході Німецько-радянської війни з 21 липня 1941 до 13 березня 1944 року в село було окуповано німецькими військами. При відступі німецькі війська зруйнували завод, але вже в 1944 році почалося його відновлення.
У 1948 році відновлений завод відновив виробництво і вже в наступному році виконав виробничий план на 124% і завершив 1949 рік з прибутком 350 тис. карбованців. Надалі, обсяги виготовлення цукру зростали і після завершення  4-ї п'ятирічки (1946-1950 рр.) За систематичне перевиконання виробничих завдань завод був нагороджений третьою всесоюзної премією міністерства харчової промисловості СРСР і ВЦРПС.
Надалі, підприємство було реконструйовано. У 1965 році завод виробив майже 17 тис. тонн цукру, а в 1970 році - 22,5 тис. тонн цукру. На початку 1970-х років тут почалося спорудження нового бурякопереробного цеху.
В цілому, за радянських часів цукровий завод був найбільшим підприємством селища.

### Після відновлення незалежності
Після відновлення незалежності України завод перейшов у підпорядкування Державного комітету харчової промисловості України.
У травні 1995 року Кабінет Міністрів України затвердив рішення про приватизацію заводу. Надалі, державне підприємство було перетворено в відкрите акціонерне товариство.